# Hódžiča

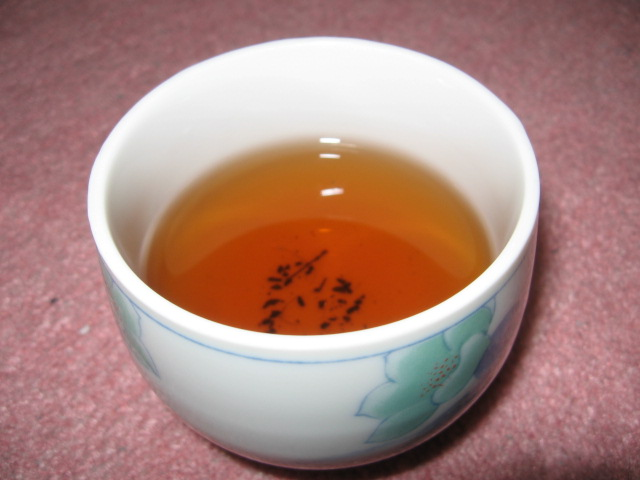
Hódžiča

Hódžiča (anglickým přepisem hojicha) je japonský zelený čaj. Je odlišný od ostatních japonských zelených čajů tím, že kromě napařování je také následně pražený v porcelánovém hrnci nad dřevěným uhlím. Čaj je pražen při vysoké teplotě, následkem toho se barva lístků mění ze zelené na načervenale hnědou barvu. Tento postup byl poprvé předveden v Kjótu, v Japonsku, a to ve 20. letech 20. století. Jeho popularita přetrvává dodnes.

## Popis
Hódžiča je vyráběn ze zeleného čaje, i přesto svou chutí a praženou vůní připomíná kávu nebo tmavé oolongy. Obsahuje velmi málo kofeinu. Proto je vhodný k pití i v pozdních večerních hodinách. Světle hnědé lístky s podílem řapíků voní výrazně sladce.
Obvykle se vyrábí z čaje Banča (běžný čaj), a to z poslední sezónní sklizně. Nicméně se hódžiča vyrábí i z jiných čajů, například senča nebo kukiča, převážně z větviček čajové rostliny, nikoli z lístků.  
Odvar čaje hódžiča má načervenale hnědou barvu. Je méně náchylný ke ztrátě katechinů v průběhu procesu pražení při vysoké teplotě. Při pražení jsou extrahovány chutě, které dominují tomuto čaji. Pražení nahradí vegetativní tóny ostatních druhů zelených čajů příchutí lehce karamelovou. Proces pražení používaný při výrobě čaje hódžiča také snižuje obsah kofeinu. Díky nižšímu obsahu kofeinu se hódžiča hojně podává v době večeří či před spánkem. Také je více preferován pro děti či starší osoby.

## Historie v Japonsku
V období Nara (710–794 n. l.) buddhističtí mnichové přinesli zelený čaj z Číny do Japonska. Mnichové věřili, že zelený čaj zlepšuje jejich meditace, protože má zdraví přínosné účinky na jejich těla a mysli.
V průběhu období Heian (794–1185 n. l.) si vyšší vrstvy společnosti začaly užívat zeleného čaje. V roce 1211 se japonský zelený čaj stal ještě více populární, a to díky publikaci v knize Kissa Yojoki (How to Stay Healthy by Drinking Tea) od japonského buddhistického kněze Eisaie. Kněz psal o přípravě zeleného čaje a jeho pozitivním vlivu na zdraví člověka. Tím inspiroval všechny vrstvy společnosti, aby pily zelený čaj, který se tak stal nedílnou součástí jejich každodenního života.

## Zvýšená poptávka po japonském zeleném čaji
Navzdory obavám japonské vlády (Tokugawský šogunát) otevřelo Japonsko své přístavy pro mezinárodní obchody na konci období Edo (1603–1868). To byl první krok směrem k modernizaci Japonska, což byl cíl následujících vlád v období Meiji (1868–1912). Císař Meiji přijal volný kapitalistický trh spolu s novou obchodní politikou, a to vedlo k významnému nárůstu vývozu japonského zeleného čaje.  

## Modernizace produkce zeleného čaje v Japonsku
Zpočátku se lístky zeleného čaje sbíraly ručně. Byla to náročná a vyčerpávající práce. Ti nejzručnější pracovníci dokázali sesbírat maximálně 8 kilogramů čajových lístků, ze kterých se následně vyrobí něco pod 2 kilogramy čaje.
Jak začal export čaje v Japonsku přesahovat 10 000 tun za rok, byly vynalezeny stroje na sbírání a následné zpracování zeleného čaje. Mechanické sklízení umožnilo pokrýt rostoucí poptávku po čaji, a také nahradilo nákladnou manuální práci.

## Vývoj
Nedílnou součástí japonské kultury je prevence před plýtváním. Proto se ve 20. letech 19. století prodejci čaje snažili využít co nejvíce částí čajovníku (lístky, stonky, větvičky, a to tak, že je pražili nad dřevěným uhlím. Tento experiment se ukázal úspěšný a tak vznikl čaj hódžiča.

## Hódžiča dnes
Hódžiča je dnes v Japonsku více populární než kdy dříve. Dnes si zákazníci mohou vybrat mezi různými variantami praženého zeleného čaje vyrobeného z čajů banča, senča nebo kukiča. V roce 2016 byl představen nový druh hódžiča, ochucený. Hódžiča zaujímá své místo v obchodech, je nabízen od hotových nápojů přes mražené dezerty. Hojicha Co. je první značka, která se specializuje na japonské pražené čaje v severní Americe. Nabízí autentické produkty, čerstvě balené z plantáží Kjóto z Japonska. Sbírka Hojicha Co. pražené čaje momentálně nabízí čtyři unikátní sypané čaje a univerzální čajový prášek. Prodává se přímo zákazníkům přes online obchody.

## Trvanlivost
Hódžiča má spíše kratší trvanlivost. Doporučuje se ji spotřebovat do dvou let od zakoupení. Japonské čaje nejsou obecně vhodné pro delší skladování. Jsou svěží a obsahují spoustu energie, ale asi po půl roce až roce se jejich svěžest a kvalita snižují zhruba na polovinu. Po dvou letech je znatelně cítit, že se jedná o starý čaj.

## Příprava
Na konvičku o objemu 0,5 litru se použije 5 až 7 gramů čaje (cca jedna polévková lžíce), který se zalije vodou o teplotě 70–80 °C a nechá louhovat (ideálně 1 až 2 minuty). Takto lze postupně připravit až tři nálevy. K potěšení ze všech chutí a vůní, které tento čaj nabízí, je dobré čaj připravit metodou kung-fu čcha.